# Принцип паралелног дејства
Принцип паралелног дејства је педагошки принцип који указује да се на васпитаника може утицати на више начина; преко индивидуалних разговора, али и преко колектива, односно група. Ова паралелна дејства испитивао је Макаренко и показала су се веома корисна, не само за појединца, већ и за групе на које се утицало. Наиме, некада је потребно да на неку мању групу утиче нека друга група. Због тога овај принцип има својство колективног деловања у раду. Наравно, стварање колективне свести зависи од свести појединца и обратно.

## Пожељне активности васпитача
Васпитање ученика треба да се одвија кроз истовремено садејство индивидуалних консултација („обрада случаја“) и рада у групама ученика. Подразумева се да групно, колективно дејство треба да буде припремљено „обрадом случаја“. Кроз праксу у школама овако паралелно дејство се показало најефикасније.